# Joan Antoni Soler i Rafart
Joan Antoni Soler i Rafart   (Bassella, 15 de novembre de 1947 - Bassella, 1998), més conegut com a Toni Soler, fou un pilot de motocròs i enduro català que destacà en competicions estatals durant les dècades de 1960 i 1970. Mort en un accident d'automòbil prop de casa seva, a Bassella, el Moto Club Segre organitzà en aquesta població durant anys el "Memorial Toni Soler", una cursa en honor seu que comptà amb gran seguiment.

## Resum biogràfic
Nascut al si d'una família estretament vinculada a la història del motociclisme català, Toni Soler era fill del conegut col·leccionista i restaurador de motocicletes Màrius Soler (l'obra del qual ha donat lloc als actuals museus de la moto de Bassella i de Barcelona) i germà del també ex-pilot Estanis Soler, l'actual administrador dels museus de la família.

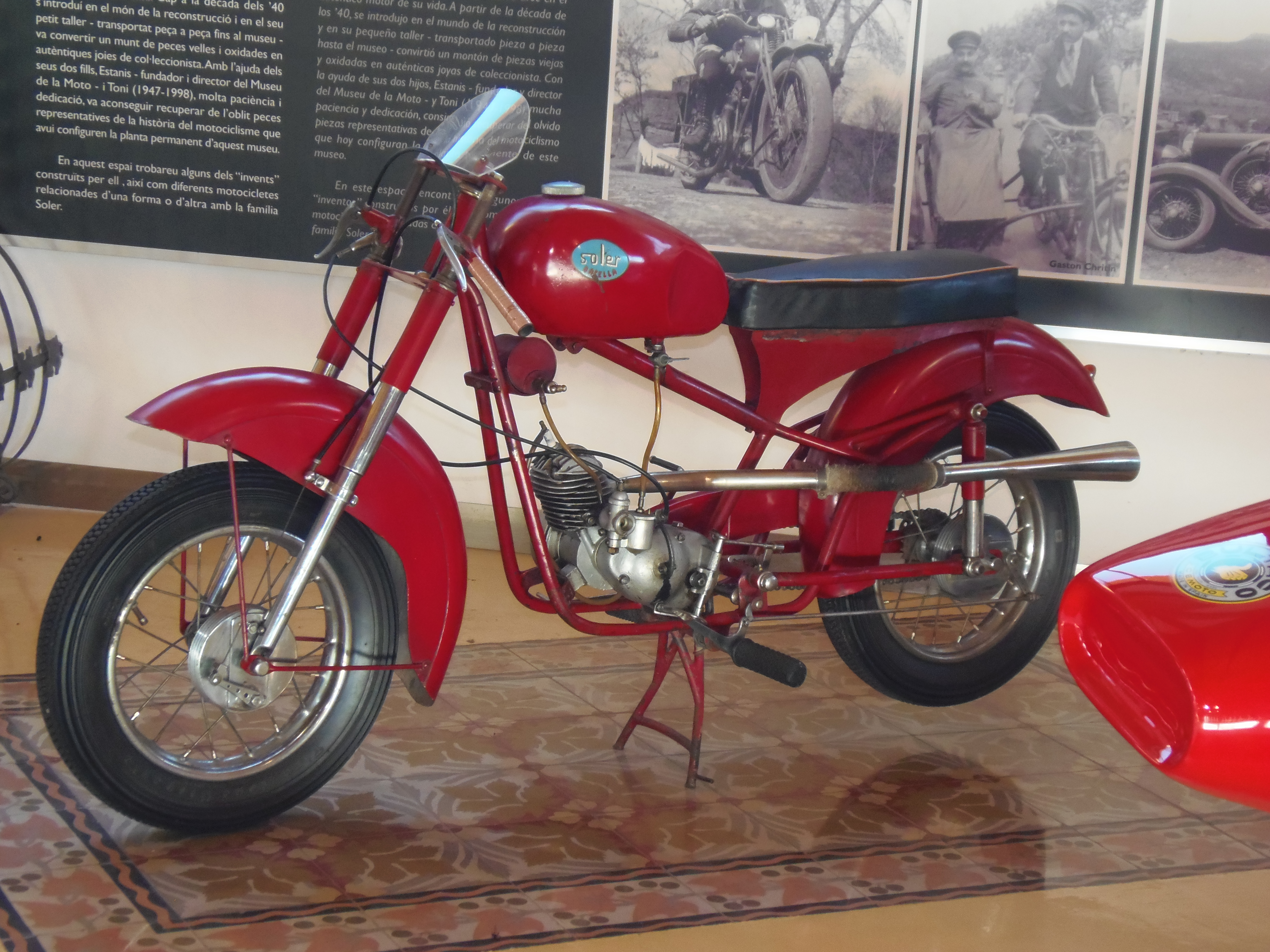
La "Soler Ràpida" que li construí son pare el 1954

Toni Soler aprengué a pilotar motocicletes a 6 anys, tot practicant amb la "Soler Ràpida" que li preparà el seu pare partint d'un motor Iresa de 50 cc. El 1964 debutà en competició al Motocròs de Figueres i hi aconseguí la victòria. Aviat, tant ell com son germà Estanis esdevingueren pilots oficials de Bultaco, equip amb el qual competiren als campionats estatals de motocròs i d'enduro (aleshores anomenat Tot Terreny). Tot i que Estanis arribà a esdevenir director dels equips de competició de Bultaco, qui més èxits obtingué dels dos germans fou Toni, especialment en Tot Terreny. Juntament amb companys d'equip com ara Narcís Casas, Josep Maria Pibernat i Joan Riudalbàs, Toni Soler fou un dels dominadors del campionat estatal i fins i tot estigué a punt de guanyar-lo el 1974, per bé que qui s'endugué el títol finalment fou Ton Marsinyach. El 1976, Soler aconseguí una medalla d'or als Sis Dies Internacionals d'Àustria tot pilotant un prototipus oficial creat especialment per a l'ocasió. Dos anys després, aconseguí la seva darrera medalla d'or als Sis Dies de Suècia amb un altre prototipus.
Durant tota la seva carrera, Toni Soler lluità per donar prestigi al Tot Terreny, la disciplina motociclista de fora d'asfalt més menystinguda a l'època. Entre altres iniciatives, fou ell qui va promoure el desenvolupament de la reeixida Bultaco Frontera tot partint de la Pursang de motocròs, un model que es presentà el 1975 i que superà àmpliament l'anterior model de la marca, la Matador.

## Els Soler i el motociclisme
Els Soler, a banda de reunir una de les principals col·leccions de motocicletes d'Europa, impulsaren de manera determinant l'esport del motociclisme fora d'asfalt a la rodalia de l'Alt Urgell des de finals de la dècada de 1950. Entre altres iniciatives, Màrius va promoure la fundació del Moto Club Segre, un dels més actius del país, responsable de l'organització de curses internacionals com ara el Gran Premi d'Espanya de motocròs de 125cc (al circuit El Cluet i al de Bellpuig) o els Dos Dies del Segre de Tot Terreny. Des d'un bon començament, l'organització de les curses fou responsabilitat dels germans Estanis i Toni, fins que a finals de 1985 tots dos varen haver de deixar el Moto Club per motius laborals.
Els dos germans Soler varen fundar també l'empresa d'equipament esportiu per a motociclistes Clice, marca de referència durant les dècades de 1970 i 1980 en el sector del fora d'asfalt i, especialment, en trial. Amb seu al carrer Calàbria de Barcelona, Clice fou el primer fabricant català d'equipament esportiu amb presència directa en competició mitjançant pilots oficials de la marca (amb la mateixa estratègia de Bultaco, de manera que el desenvolupament dels equipaments es millorava amb els suggeriments dels propis pilots). Aquest fet atorgava gran visibilitat a la marca, el logo de la qual era conegut arreu del món gràcies a pilots com ara Narcís Casas, Manuel Soler, Martin Lampkin o Bernie Schreiber entre molts altres.
Toni Soler residí justament al carrer Calàbria durant anys, mentre dirigia la seva empresa.

## Palmarès al Campionat d'Espanya d'enduro

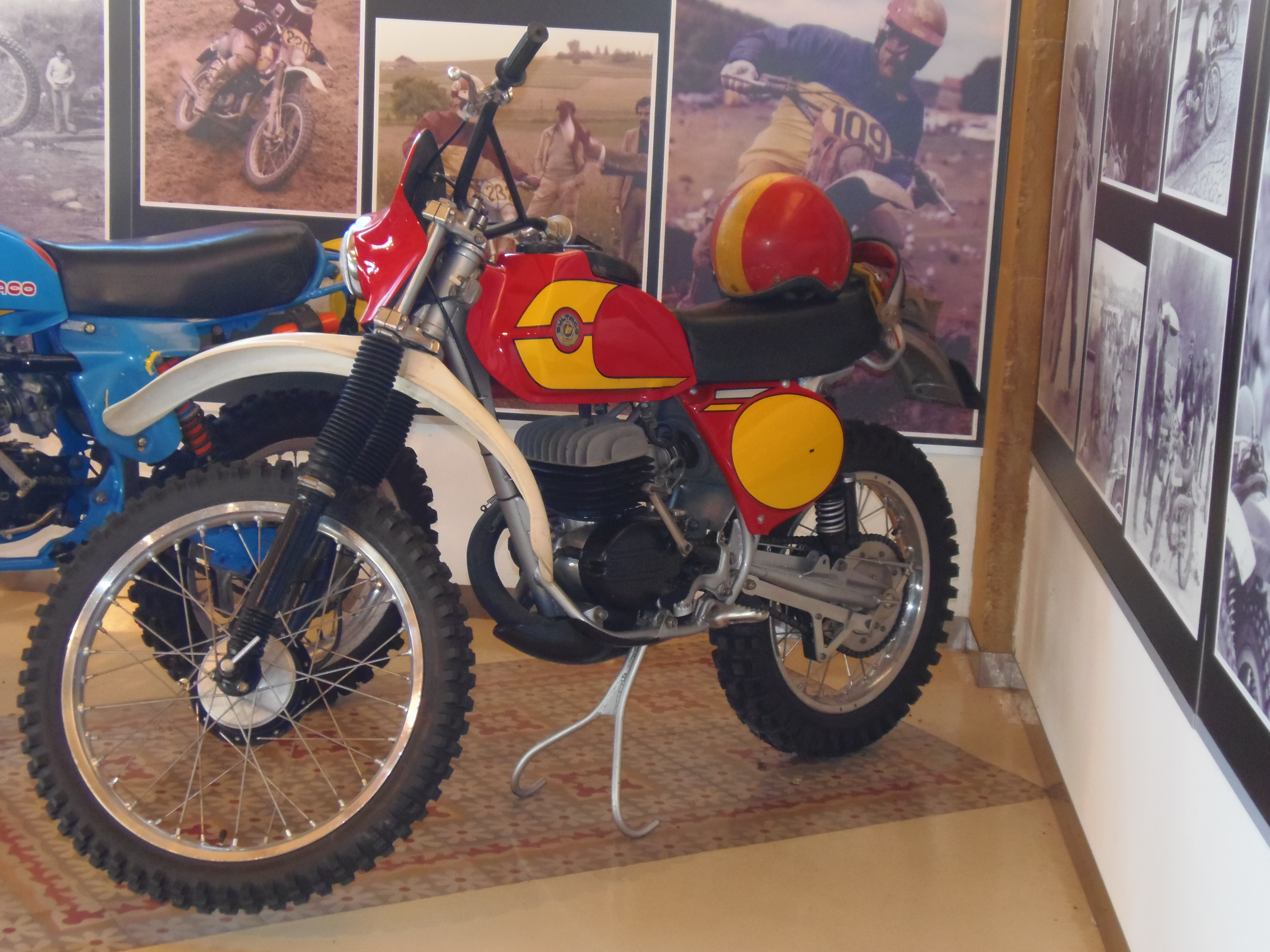
El prototipus de Bultaco Frontera 250 amb què Toni Soler guanyà la medalla d'or als ISDT de 1976

| Any  | Motocicleta    | 125 cc | Superiors |
| ---- | -------------- | ------ | --------- |
| 1976 | Bultaco        | -      | 6è        |
| 1977 | Bultaco        | -      | 10è       |
| 1978 | Bultaco        | -      | 8è        |
| 1979 | Bultaco/Fantic | -      | 7è        |
| 1980 | Fantic         | 6è     | -         |